# Diekirch
Diekirch é uma comuna de Luxemburgo com status de cidade, pertencente ao distrito de Diekirch e ao cantão de Diekirch.

## Demografia
Dados do censo de 15 de fevereiro de 2001:
- população total: 6.068
  - homens: 3.158
  - mulheres: 2.910

- densidade: 488,57 hab./km²

- distribuição por nacionalidade:

| Nacionalidade  | População | %      |
| -------------- | --------- | ------ |
| luxemburgueses | 3.853     | 63,50% |
| estrangeiros   | 2.215     | 36,50% |
| - portugueses  | 1.418     | 23,37% |
| - franceses    | 117       | 1,93%  |
| - italianos    | 176       | 2,90%  |
| - belgas       | 70        | 1,15%  |
| - alemães      | 94        | 1,55%  |
| - iuguslavos   | 128       | 2,11%  |
| - outros       | 212       | 3,49%  |

- Crescimento populacional:

| Ano        | População |
| ---------- | --------- |
| 15/02/2001 | 6.068     |
| 01/01/2002 | 6.167     |
| 01/01/2003 | 6.252     |
| 01/01/2004 | 6.241     |
| 01/01/2005 | 6.165     |